# Zeittafel islamischer Dynastien
Die Zeittafel islamischer Dynastien soll einen Überblick über alle islamischen Dynastien geben (siehe auch Geschichte des Islams), ist jedoch z. T. noch unvollständig.
| Zeit (Wirkungsspanne)            | Name(n) der Dynastie (und ggf. des von ihr beherrschten Reiches) | Herrschaftsgebiet (und Hauptstadt) | Karten                             |
| -------------------------------- | ---------------------------------------------------------------- | --- | ---------------------------------- |
| 661–750                          | Umayyaden (Sufyaniden und Marwaniden von Damaskus)               | Arabische Halbinsel, Syrien/Palästina (Levante), Mesopotamien, Ostanatolien, Transkaukasien, Iran, Transoxanien, Indusgebiet, Nordafrika, al-Andalus (Hauptstadt: Damaskus)                                                   |                                    |
| 7. Jh. bis 1349                  | Bawandiden (Kawusiyya, Ispahbadhiyya, Kinchwariyya)              | Tabaristan (Hauptstadt: Firrim, dann Sari, dann Amul) |                                    |
| 710–1084                         | Salihiden                                                        | Rifgebirge (Hauptstadt: Tamsaman, dann Nakur) |                                    |
| ca. 713–929                      | Banu Qasi                                                        | Tudela und andere Städte im oberen Ebro-Tal |                                    |
| 750–1517                         | Abbasiden                                                        | Arabische Halbinsel, Syrien/Palästina, Mesopotamien, Ostanatolien, Transkaukasien, Iran, Transoxanien, Indusgebiet, Nordafrika, Malta, Sardinien, Sizilien, Süditalien (Hauptstadt: Bagdad, zeitweilig Samarra, später Kairo) |                                    |
| 756–1031                         | Umayyaden (Emirat/Kalifat von Córdoba)                           | al-Andalus (Hauptstadt: Córdoba) |                                    |
| 778–909                          | Rustamiden                                                       | westl. Algerien (Hauptstadt: Tahert) |                                    |
| 789–985                          | Idrisiden                                                        | Marokko (Hauptstadt: Fès) |                                    |
| 799–ca. 1607                     | Schirwanschahs                                                   | Schirwan (Hauptstadt: Schamachi, dann Baku) |                                    |
| 800–909                          | Aghlabiden                                                       | Ifrīqiya, Algerien, Malta, Sardinien, Sizilien, Süditalien (Hauptstadt: Kairuan) |                                    |
| 818–1018                         | Ziyadiden                                                        | Jemen (Hauptstadt: Zabid) |                                    |
| 819–1005                         | Samaniden                                                        | Transoxanien und Chorasan (Hauptstadt: Buchara) |                                    |
| 821–891                          | (persische) Tahiriden (und Musabiden)                            | Chorasan und Irak (Hauptstädte: Nischapur und Bagdad) |                                    |
| ca. 823–977                      | Midrariden                                                       | Sidschilmasa |                                    |
| 827/28–961                       | Emire von Kreta                                                  | Kreta (Hauptstadt: Chandaq) |                                    |
| 847–997                          | Yuʿfiriden                                                       | Jemen (Hauptstadt: Sanaa) |                                    |
| 861–1003                         | Saffariden (Laithiden und Chalafiden)                            | Ostiran (Hauptstadt: Sarandsch) |                                    |
| 868–905                          | Tuluniden                                                        | Ägypten, Syrien, Hedschas (Hauptstadt: Fustat) |                                    |
| 886 oder 894 bis 1078            | Abu-Said(-al-Dschannabi)-Dynastie (Qarmaten)                     | al-Ahsa, Bahrain und andere Gebiete der Arabischen Halbinsel |                                    |
| 890–1004                         | (syrische) Hamdaniden                                            | Nordsyrien, Nordmesopotamien (Hauptstädte: Mosul, Aleppo) |                                    |
| 897–1962                         | (jemenitische) Zaiditen                                          | Jemen (Hauptstädte: Sada und Sanaa) |                                    |
| 909–1171                         | Fatimiden                                                        | Nordafrika, Sizilien, Syrien/Palästina, Hedschas (Hauptstadt: al-Mahdiya, dann Kairo) |                                    |
| frühes 10. Jh.–1071              | Rawwadiden                                                       | Aserbaidschan (Hauptstadt: Täbriz) |                                    |
| 931–ca. 1090                     | Ziyariden                                                        | Tabaristan und Gurgan |                                    |
| 932–1056                         | Buyiden                                                          | West- und Südpersien, Irak, Oman (Hauptstädte: Hamadan, Isfahan, Rey, Bagdad, Ahwas, Schiraz, Bardasir) |                                    |
| 935–969                          | Ichschididen                                                     | Ägypten, Palästina/Südsyrien, Hedschas (Hauptstadt: Fustat) |                                    |
| 948–1053                         | Kalbiden                                                         | Sizilien (Hauptstadt: Palermo) |                                    |
| ca. 951–1174                     | Schaddadiden                                                     | Arran, Ostarmenien (Hauptstadt: Dvin) |                                    |
| ca. 961–1015                     | Hasanawaihiden                                                   | Kurdistan |                                    |
| 972–1149                         | Ziriden (von Ifriqiya)                                           | Ifriqiya und Ost-Algerien (Hauptstädte: Kairuan und al-Mahdiya) |                                    |
| 977–1186                         | Ghaznawiden                                                      | Chorasan, Nordwest-Indien (Hauptstadt: Ghazna, dann Lahore) |                                    |
| 983–1085                         | Marwaniden                                                       | Nordirak, Südostanatolien (Hauptstadt: Diyarbakir) |                                    |
| ca. 990–1169                     | Uqailiden                                                        | Nordirak (Dschazira), Nordsyrien |                                    |
| 991–spätes 12. Jh.               | Annaziden                                                        | Kurdistan und Luristan |                                    |
| 992–1211                         | Karachaniden                                                     | Transoxanien und Ost-Turkestan |                                    |
| 1000–1215                        | Ghuriden/Schansabaniden                                          | Chorasan, Nordindien (Hauptstadt: Firuzkuh) |                                    |
| 1007–1141                        | Kakuyiden/Kak(a)waihiden                                         | Dschibal und Yazd |                                    |
| 1010–1061                        | Hammudiden (von Ceuta)                                           | Taifa-Königreich von Ceuta |                                    |
| 1010–1085                        | Amiriden                                                         | Taifa-Königreich von Valencia |                                    |
| ca. 1012–1076                    | Banu Mudschahid                                                  | Taifa-Königreich von Dénia (Taifa) und der Balearen |                                    |
| ca. 1012–1092                    | Dhu ’n-Nuniden                                                   | Taifa-Königreich von Toledo bzw. Valencia |                                    |
| 1013–1090                        | Ziriden (von Granada)                                            | Taifa-Königreich von Granada |                                    |
| ca. 1014–1056                    | Hammudiden (von Málaga)                                          | Taifa-Königreich von Málaga |                                    |
| 1015–1152                        | Hammadiden                                                       | Ostalgerien (Hauptstadt: Qalat Bani Hammad) |                                    |
| 1017–1041                        | Altuntaschiden (Choresm-Schahs)                                  | Choresm (Hauptstadt: Gurgandsch) |                                    |
| 1021–1156                        | Nadschahiden                                                     | Jemen (Hauptstadt: Zabid) |                                    |
| 1022–1094                        | Aftasiden                                                        | Taifa-Königreich von Badajoz |                                    |
| 1023–1091                        | Abbadiden                                                        | Taifa-Königreich von Sevilla |                                    |
| 1024–1080                        | Mirdasiden                                                       | Nordsyrien (Hauptstadt: Aleppo) |                                    |
| 1030–1225                        | Nasriden (von Sistan)                                            | Sistan (Hauptstadt: Sarandsch) |                                    |
| 1031–1069                        | Dschahwariden                                                    | Taifa-Königreich von Córdoba |                                    |
| 1038–1194                        | Großseldschuken                                                  | Iran, Transoxanien, Mesopotamien, Transkaukasien, Anatolien, Syrien, Teile der arabischen Halbinsel (Hauptstädte: Nischapur, Rey, Isfahan, Merw, Hamadan)                                                                     |                                    |
| 1040–1146                        | Hudiden                                                          | Taifa-Königreich von Saragossa (aber auch in Huesca, Tudela, Lérida, Dénia, Tortosa und Calatayud) |                                    |
| 1047–1138                        | Sulaihiden                                                       | Jemen (Hauptstadt: Sanaa, dann Dhu Dschibla) |                                    |
| 1048–1188                        | Kirman-Seldschuken                                               | Kirman (Hauptstadt: Kirman) |                                    |
| 1056–1147                        | Almoraviden                                                      | Nordwestafrika und al-Andalus (Hauptstadt: Marrakesch) |                                    |
| 1069–1173                        | Sulaymaniden                                                     | nördl. Jemen (Hauptstadt: Harad) |                                    |
| 1077–1231                        | Anuschteginiden (Choresm-Schahs)                                 | Iran, Chorasan, Transoxanien (Hauptstadt: Gurgandsch) |                                    |
| 1080–1173                        | Zurayiden                                                        | südl. Jemen (Hauptstadt: Aden) |                                    |
| 1081–1307                        | Rum-Seldschuken                                                  | Anatolien (Hauptstadt: Konya) |                                    |
| spätes 11. Jh.–1202              | Saltuqiden                                                       | Ostanatolien (Hauptstadt: Erzurum) |                                    |
| vor 1097–1178                    | Danischmendiden                                                  | nördl. Zentral- und Ostanatolien (Hauptstädte: Sivas und Malatya) |                                    |
| 1099–1174                        | (jemenitische) Hamdaniden                                        | nördl. Jemen (Hauptstadt: Sanaa) |                                    |
| 1100–1185                        | Sökmeniden (Achlat-Schahs)                                       | Ostanatolien, Armenien (Hauptstadt: Ahlat) |                                    |
| 1101–1409                        | Artuqiden                                                        | Mesopotamisches Bergland |                                    |
| vor 1118–Mitte 13. Jh.           | Mengüdschekiden                                                  | nördl. Anatolien (Hauptstädte: Erzincan, Kemach, Divriği) |                                    |
| 1127–1222                        | Zengiden                                                         | nördl. Mesopotamien und Syrien (Hauptstädte: Mosul, Aleppo, Damaskus) |                                    |
| 1130–1269                        | Almohaden                                                        | Nordwestafrika (Maghreb) und al-Andalus (Hauptstädte: Marrakesch und Sevilla) |                                    |
| 1141–1297                        | Atabegs von Yazd                                                 | Yazd |                                    |
| vor 1145–1233                    | Begteginiden (Atabegs von Erbil)                                 | nordöstl. Irak, Teile Kurdistans und Nordsyriens (Hauptstadt: Erbil) |                                    |
| 1145–1225                        | Eldigüziden (Atabegs von Aserbaidschan)                          | Āzarbāydschān und Dschibal |                                    |
| 1148–1282                        | Salghuriden (Atabegs von Fars)                                   | Fars (Hauptstadt: Schiraz) |                                    |
| 1148–1424                        | Hazaraspiden (Atabegs von Großluristan)                          | Luristan (Hauptstadt: Idhadsch) |                                    |
| 1159–1173                        | Mahdiden                                                         | Jemen (Hauptstadt: Zabid) |                                    |
| 1169–1260                        | Ayyubiden                                                        | Ägypten, Nubien, Syrien/Palästina, Westen der Arabischen Halbinsel (Hauptstadt: Kairo) |                                    |
| 1217–1465                        | Meriniden                                                        | Maghreb (Hauptstadt: Fès) |                                    |
| 1206–1290                        | „Sklaven- oder Mamlukendynastie“ (Sultanat von Delhi)            | Nordindien (Hauptstadt: Delhi) |                                    |
| 1228–1454                        | Rasuliden                                                        | Jemen (Hauptstadt: Taizz) |                                    |
| 1229–1574                        | Hafsiden                                                         | Ifriqiya (Hauptstadt: Tunis) |                                    |
| 1230–1492                        | Nasriden (Emirat von Granada)                                    | Granada |                                    |
| 1236–1555                        | Abdalwadiden/Zayyaniden/Ziyaniden                                | Westalgerien (Hauptstadt: Tlemcen) |                                    |
| 1244–1383                        | Kartiden                                                         | Ostchorasan (Hauptstadt: Herat) |                                    |
| 1250–1382                        | Bahri-Dynastie (ägyptisches Mamlukensultanat)                    | Ägypten, Nubien, Syrien/Palästina, Westen der Arabischen Halbinsel (Hauptstadt: Kairo) |                                    |
| 1256–1353                        | Ilchane                                                          | Iran, Mesopotamien, große Teile Zentralasiens und Anatoliens (Hauptstadt: Täbris) |                                    |
| ca. 1256–1475                    | Qaramaniden (Qaraman-Oghullari)                                  | südl. Zentralanatolien (bis zum Mittelmeer) |                                    |
| ca. 1275–1493                    | Si- oder Sonni-Dynastie (Songhai-Reich)                          | Gebiet des Nigerbogens (Hauptstadt: Gao) |                                    |
| ca. 1280–1326                    | Aschrafiden (Aschraf-Oghullari)                                  | südl. Zentralanatolien (Hauptstadt: Beyşehir) |                                    |
| ca. 1280–1424                    | Mentesche-Oghullari                                              | Südwestanatolien (Hauptstädte: Milet, Milas, Beçin …) |                                    |
| 1290–1320                        | Childschi-Dynastie (Sultanat von Delhi)                          | Nord- und Zentralindien (Hauptstadt: Delhi) |                                    |
| 1292–1462                        | Dschandariden (Dschandar-Oghullari)                              | Schwarzmeerküste |                                    |
| ca. 1297–1360                    | Qarasi-Oghullari                                                 | Südwestanatolien (Hauptstädte: Balıkesir, Bergama) |                                    |
| ca. 1299–1428                    | Germiyaniden (Germiyan-Oghullari)                                | Westanatolien (Hauptstadt: Kütahya) |                                    |
| 1300–1924                        | Osmanen                                                          | Kleinasien, Balkan, Schwarzmeerküste, Syrien/Palästina, Mesopotamien, Transkaukasien, Ägypten, Libyen, Tunesien, Algerien (Hauptstadt: Istanbul)                                                                              |                                    |
| 1308–1426                        | Aydiniden (Aydin-Oghullari)                                      | Westanatolien (Hauptstadt: Aydın) |                                    |
| ca. 1313–1410                    | Saruchaniden (Saruchan-Oghullari)                                | Westanatolien (Hauptstadt: Manisa) |                                    |
| 1314–1393                        | Muzaffariden                                                     | Süd- und Westpersien |                                    |
| 1320–1412                        | Tughluq-Dynastie (Sultanat von Delhi)                            | Indien (Hauptstadt: Delhi) |                                    |
| 1335–1357                        | Tschupaniden                                                     | Aserbaidschan | Tschupanidenreich (grün)           |
| 1336–1432                        | Dschalairiden                                                    | Irak, Kurdistan, Aserbaidschan | Dschalairiden-Reich (grau) um 1370 |
| 1336–1380                        | Eretniden (Eretna-Oghullari)                                     | Nordostanatolien (Hauptstadt: Sivas, dann Kayseri) |                                    |
| 1337–1386                        | Sarbadaren                                                       | Westchorasan |                                    |
| 1337–1521                        | Dulghadir-Oghullari                                              | Südostanatolien (Hauptstädte: Maraş, Elbistan) |                                    |
| 1347–1528                        | Bahmaniden                                                       | nördl. Dekkan (Hauptstadt: Gulbarga, dann Bidar) |                                    |
| 1370–1500                        | Timuriden                                                        | Transoxanien und Persien (Hauptstädte: Samarkand und Herat) |                                    |
| 1380–1468                        | Qara-Qoyunlu                                                     | Aserbaidschan und Irak (Hauptstadt: Täbris) |                                    |
| 1382–1517                        | „Burdschi-Dynastie“ (ägyptisches Mamlukensultanat)               | Ägypten, Nubien, Syrien/Palästina, Westen der Arabischen Halbinsel (Hauptstadt: Kairo) |                                    |
| 1389–1507                        | Aq-Qoyunlu                                                       | Ostanatolien, Aserbaidschan und weite Teile des Irak und des Iran (Hauptstadt: Täbris) |                                    |
| 1391–1583                        | Sultane von Gudscharat                                           | Gudscharat und andere Teile Nordwestindiens (Hauptstadt: Anahilwara, dann Ahmadabad, dann Mahmudabad) |                                    |
| 1391–1436                        | Ghuri-Sultane von Malwa                                          | Malwa (Hauptstadt: Mandu) |                                    |
| 1414–1451                        | Sayyid-Dynastie (Sultanat von Delhi)                             | Nordindien (Hauptstadt: Delhi) |                                    |
| 1428–1549                        | Wattasiden                                                       | Marokko (Hauptstadt: Fes) |                                    |
| 1436–1531                        | Chaldschi-Sultane von Malwa                                      | Malwa (Hauptstadt: Mandu) |                                    |
| 1452–1526                        | Lodi-Dynastie (Sultanat von Delhi)                               | Nordindien (Hauptstadt: Delhi) |                                    |
| 1454–1517                        | (jemenitische) Tahiriden                                         | Jemen (Hauptstädte: al-Miqrana und Dschuban) |                                    |
| 1475–1861                        | Sultansdynastie von Maguindanao                                  | Insel Mindanao im Süden der Philippinen |                                    |
| 1490–1636                        | Nizam-Schahi-Dynastie (Sultanat von Ahmadnagar)                  | westl. Dekkan (Hauptstadt: Ahmadnagar) |                                    |
| 1490–1686                        | Adil-Schahi-Dynastie (Sultanat von Bidschapur)                   | westl. Dekkan (Hauptstadt: Bidschapur) |                                    |
| 1491–1574                        | Imad-Schahi-Dynastie (Sultanat von Berar)                        | nördl. Dekkan (Hauptstadt: Elitschpur) |                                    |
| 1493–1592                        | Askiya-Dynastie (Songhai-Reich)                                  | Gebiet des Nigerbogens (Hauptstadt: Gao) |                                    |
| 1496–1687                        | Qutb-Schahi-Dynastie (Sultanat von Golkonda)                     | östl. Dekkan (Hauptstadt: Golkonda, dann Haidarabad) |                                    |
| ca. 1500–1619                    | Barid-Schahi-Dynastie (Sultanat von Bidar)                       | Zentraldekkan (Hauptstadt: Bidar) |                                    |
| 1500–1599                        | Schaibaniden/Schibaniden/Abulchairiden                           | Transoxanien, Norden des heutigen Afghanistans |                                    |
| 1501–1736                        | Safawiden                                                        | Persien (Hauptstädte: Täbris, Qazvin, Isfahan) |                                    |
| 1504–1821                        | Sultansdynastie von Sannar                                       | Sudan |                                    |
| 1510–1659                        | Saadier                                                          | Marokko (Hauptstadt: Marrakesch) |                                    |
| 1511–ca. 1700                    | Arabschahiden (Khanat Chiwa)                                     | Choresm (Hauptstadt: Urgentch, dann Chiwa) |                                    |
| seit dem frühen 16. oder 15. Jh. | Sultansdynastie von Brunei                                       | Nordküste Borneos (Brunei) und umliegende Inseln (Hauptstadt: Bandar Seri Begawan) |                                    |
| ca. 1516–1697                    | Emirat Libanonberg                                               | Südlibanon und Teile Syriens |                                    |
| 1526–1858                        | Großmoguln                                                       | Indien (Hauptstädte: Delhi, Fatehpur Sikri, Lahore) |                                    |
| 1540–1555                        | Suri-Dynastie (Sultanat von Delhi)                               | Nordindien (Hauptstadt: Delhi) |                                    |
| 1599–1747 bzw. kurz nach 1789    | Dschaniden/Aschtarchaniden/Toqay-Temüriden                       | Transoxaniden (ohne Choresm), Nordafghanistan (Hauptstädte: Buchara und Balch) |                                    |
| 1625–1743                        | Yarubiden                                                        | Oman (Hauptstadt: ar-Rustaq) |                                    |
| seit 1631                        | Alawiden                                                         | Marokko (Hauptstadt: Fes, Meknes, heute Rabat) |                                    |
| 1697–1842                        | Schihab-Dynastie (Drusen-Emirat)                                 | Libanon |                                    |
| 1705–1957                        | Husainiden (Beys von Tunis)                                      | Tunesien (Hauptstadt: Tunis) |                                    |
| seit dem frühen 18. Jh.          | Qawasim-Dynastie                                                 | Ra’s al-Chaima und Schardscha |                                    |
| seit 1735                        | Dynastie der Saud                                                | Arabische Halbinsel (Hauptstadt: Diriyya, heute Riad) |                                    |
| 1736–1796                        | Afschariden                                                      | Iran, heutiges Afghanistan, Aserbaidschan, Kurdistan, Teile des Indusgebiets (Hauptstadt: Isfahan) |                                    |
| 1747–1843                        | Popalzai/Sadozai-Dynastie (Durrani/Abdali-Herrscher)             | heutiges Afghanistan, Nordwestindien (Hauptstadt: Kandahar, später Kabul) |                                    |
| 1747 bzw. 1785–1920              | Mangit-Dynastie (Khanat/Emirat Buchara)                          | Transoxanien (Hauptstadt: Buchara) |                                    |
| 1751–1794                        | Zand-Dynastie                                                    | Persien (Hauptstadt: Schiraz) |                                    |
| seit ca. 1752                    | Sabah-Dynastie (Al Sabah)                                        | Kuwait (Hauptstadt: Kuwait) |                                    |
| seit ca. 1754                    | Said-Dynastie                                                    | Oman, früher auch Sansibar und andere ostafrikanische Küstengebiete (Hauptstadt: Maskat) |                                    |
| 1770–1920                        | Qungrat-Dynastie/Inaqiden (Khanat Chiwa)                         | Choresm, Nordchorasan (Hauptstadt: Chiwa) |                                    |
| seit ca. 1783                    | Chalifa-Dynastie (Al Chalifa)                                    | Bahrain (Hauptstadt: Manama) |                                    |
| 1779–1925                        | Qadscharen                                                       | Iran (Hauptstadt: Teheran) |                                    |
| 1798–1876                        | Ming-Dynastie (Khanat/Emirat Chokand)                            | Farghana und andere Gebiete im Osten des heutigen Usbekistans, Ostturkestan (Hauptstadt: Chokand) |                                    |
| seit Ende 18. Jh.                | Nahyan-Dynastie (Al Nahyan)                                      | Abu Dhabi (Hauptstadt: Abu Dhabi) |                                    |
| seit 1804                        | Fulbe-Herrscher des Sokoto-Kalifats                              | Hausa-Gebiet im Norden des heutigen Nigerias (Hauptstadt: Sokoto) |                                    |
| 1805–1953                        | Muhammad-Ali-Dynastie                                            | Ägypten, Sudan, Syrien/Palästina, Hedschas (Hauptstadt: Kairo) |                                    |
| 1826–1973                        | Barakzai/Muhammadzai-Dynastie (Durrani/Abdali-Herrscher)         | Afghanistan |                                    |
| seit 1833                        | Maktum-Dynastie (Al Maktum)                                      | Dubai (Hauptstadt: Dubai) |                                    |
| seit ca. 1868                    | Thani-Dynastie (Al Thani)                                        | Katar (Hauptstadt: Doha) |                                    |
| 1881–1898                        | Kalifen von Omdurman                                             | Sudan |                                    |
| seit 1921                        | Haschimiten                                                      | Jordanien (Hauptstadt: Amman), früher auch Königreich Hedschas (heute in Saudi-Arabien), Syrien und Irak |                                    |
| 1925–1979                        | Pahlavi-Dynastie                                                 | Iran (Hauptstadt: Teheran) |                                    |